# 미나미다 요코
미나미다 요코(일본어: 南田 洋子, 1933년 3월 1일 ~ 2009년 10월 19일)는 일본의 배우이다.

## 출연

### 영화
- 《하우스》 (1977) 이모 역
- 《이유》 (2004) 이시다 누키에 역